# Воровский (хутор)
Воро́вский — хутор в Новоалександровском районе (городском округе) Ставропольского края России. Находился в составе муниципального образования «Сельское поселение Григорополисский сельсовет» (упразднено 1 мая 2017 года).

## География
Расстояние до краевого центра: 88 км. Расстояние до районного центра: 20 км.

## История
Образован 10 сентября 1925 года

## Население
| 1989 | 2002 | 2010 | 2014 | 2023 |
| ---- | ---- | ---- | ---- | ---- |
| 487  | ↗571 | ↗598 | ↗600 | ↘420 |

По данным переписи 2002 года, 97 % населения — русские.

## Инфраструктура
- Детский сад № 37 «Ландыш»[9]

## Кладбище
В границах хутора расположено общественное открытое кладбище площадью 8 тыс. м².